# Полет 540 на „Луфтханза“
Полет 540 на „Луфтханза“ е редовен международен пътнически полет от летище „Франкфурт на Майн“, Франкфурт на Майн, Германия, до международното летище „О. Р. Тамбо“, Йоханесбург, Република Южна Африка, с планирано междинно кацане на международното летище „Джомо Кениата“, Найроби, Кения, управляван от „Луфтханза“. На 20 ноември 1974 г. самолетът „Боинг 747-130“, който изпълнява полета, се разбива и запалва малко след излитане от Найроби, което води до смъртта на 54 пътници и 5 членове на екипажа на борда на машината.
Причината за инцидента е определена като срив, причинен от оставените в прибрано положение предкрилки на предния ръб на крилото, което пречи на самолета да се издигне безопасно, а системата за предупреждение за излитане не е достатъчно ефективна. И двамата членове на екипажа заявяват в съда, че предупредителните светлини на предкрилките светят само в зелено, а не в жълто, както е посочено в документацията на самолета, и твърдят, че сутрешното слънце ги заслепява в пилотската кабина. Нито една от тези възможности обаче не е убедително доказана. Според някои данни „Луфтханза“ знае за евентуални проблеми с екраните, свързани с предкрилките в пилотската кабина, шест месеца преди катастрофата.
Това е първата фатална катастрофа с участието на „Боинг 747“ и остава най-смъртоносната катастрофа в историята на „Луфтханза“. Инцидентът е и най-смъртоносната авиационна катастрофа в Кения.